# Marcoux (Loara)
Marcoux – miejscowość i gmina we Francji, w regionie Owernia-Rodan-Alpy, w departamencie Loara.
Według danych na rok 1990 gminę zamieszkiwały 522 osoby, a gęstość zaludnienia wynosiła 34 osób/km² (wśród 2880 gmin regionu Rodan-Alpy Marcoux plasuje się na 1126. miejscu pod względem liczby ludności, natomiast pod względem powierzchni na miejscu 750.).